# Konstantin Melnikov

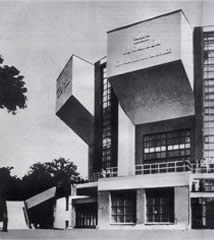
Arbetarklubben Rusakov (1927–1929) i Moskva.

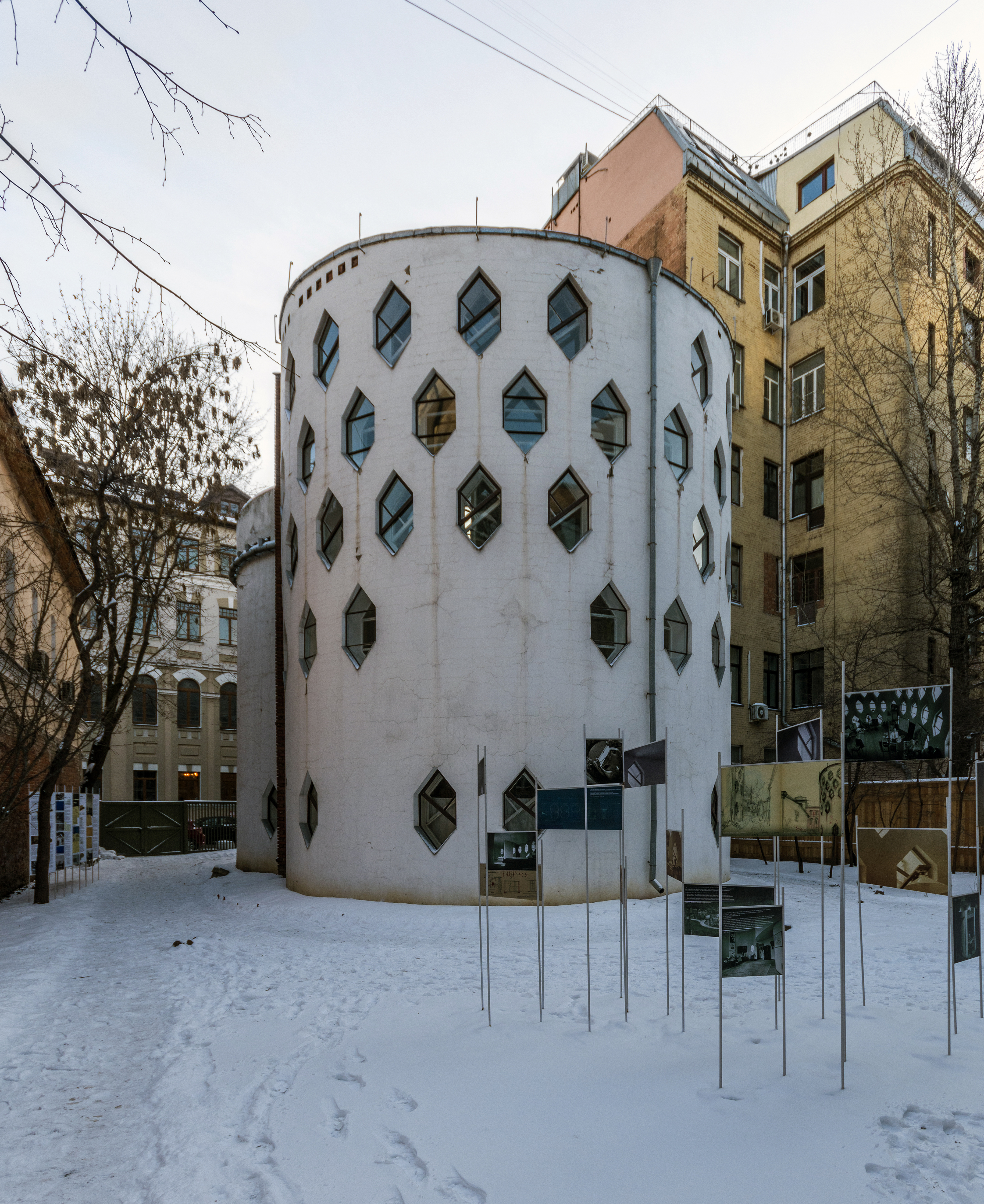
Melnikovs hus (1927–1929) i Moskva.

Konstantin Stepanovitj Melnikov (på ryska Константин Степанович Мельников), född 3 augusti 1890 i Moskva, död 28 november 1974 i Moskva, var en rysk konstnär och arkitekt inom konstruktivismen.

## Biografi
Melnikov föddes och växte upp i en arbetarfamilj och blev tidigt intresserad av måleri. Den förmögne ingenjören Vladimir Chaplin, som av en slump fått se den unge Melnikovs teckningar, blev så imponerad att han kom att bekosta dennes hela utbildning vid konstskolan i Moskva mellan 1904 och 1917. Efter examen som arkitekt fick Melnikov uppdraget att rita bilfabriken AMO i Moskva, en byggnad som utformades i strikt nyklassicism.
Efter oktoberrevolutionen 1917 gick Melnikov en vidareutbildning vid den statliga tekniska högskolan VChUTEMAS och blev där influerad av den kommunistiska konstruktivismen. Denna stil kom sedan att bli tongivande för hela Melnikovs karriär som arkitekt, även om han alltid hävdade sin självständighet och inte ville kategoriseras. 
I mitten av 1920-talet fick han flera prestigefulla statliga uppdrag. Bland annat ritade han under denna tid sarkofagen vid Leninmausoleet och den sovjetiska paviljongen vid den internationella konsthantverksmässan i Paris 1925. I det sistnämnda projektet fick Melnikov internationell uppmärksamhet för den radikala och rationella glasbyggnaden med en lätt träkonstruktion.
I det tidiga sovjetiska samhället behövdes många nya byggnader och Melnikov kom bland annat att rita fem byggnader för olika fackföreningar, där den mest berömda är Arbetarklubben Rusakov i Moskva.
Mest berömd är dock Melnikov för det hus som han ritade åt sig själv i Moskva 1927. Byggnadens tillkomst var en relativt komplicerad process i ett samhälle som annars endast tillät statliga byggen. I Melnikovs fall gjorde dock myndigheterna ett undantag, som tack för hans insats inom just det statliga byggandet. Melnikovs hus var också annorlunda utformad, med en deformerad, dubbelcylindrisk grundform och hexagonformade fönster. Den bärande strukturen sitter i tegelfasaden som kläddes med tidstypisk vit puts.
Under 1930-talet arbetade Melnikov alltmer med stadsplanering, men fick få projekt realiserade då den konstruktivistiska stil som Melnikov hade varit med och utvecklat började kritiseras och ansågs som alltför formalistisk. Många av hans arkitektkollegor kom att förändra sina uttryck så att de bättre passade in i den nya tidens International style, vilket dock Melnikov valde att inte göra. Istället drog han sig tillbaka från arkitekturscenen och ägnade sig till fullo åt måleri fram till sin död 1974, med några få arkitektuppdrag som undantag under 1950- och 1960-talet.